# Liste der Mitglieder der Uhrig-Römer-Gruppe
Die nachfolgende Liste der Mitglieder der Uhrig-Römer-Gruppe erhebt keinen Anspruch auf Vollständigkeit.
Die Mitglieder der Münchner Hartwimmer-Olschewski-Gruppe sind als Teil der Uhrig-Römer-Gruppe erfasst (siehe Buch von Luise Kraushaar.)
Informationen zu dieser Widerstandsgruppe finden Sie  hier und im Artikel über Robert Uhrig. Zu den Gedenkorten dieser Organisation geht es hier.
| Vorname, Name                         | REFs                    | Gruppe, Bewegung, Netzwerk, Partei, Gewerkschaft                                | Geburtsjahr / Geburtsort                             | Sterbejahr / Sterbeort / Sterbeursache                           | Beruf | Untergruppe, Betriebszelle, Firma, Anmerkung                               | Foto |
| ------------------------------------- | ----------------------- | ------------------------------------------------------------------------------- | ---------------------------------------------------- | ---------------------------------------------------------------- | --- | -------------------------------------------------------------------------- | ---- |
| Willy Andrek                          |                         | Uhrig-Römer-Gruppe                                                              | 1888 in Neuruppin                                    | 1942 in Berlin (Polizeigefängnis Alexanderplatz), Freitod        | Arbeiter, Revolverdreher                                                                                           | Firma Prometheus                                                           |      |
| Otto Aster                            | [ 1 ] [ 2 ]             | Uhrig-Römer-Gruppe                                                              | 1905                                                 | 1978                                                             | Metzger/Fleischer                                                                                                  | Hartwimmer-Olschewski-Gruppe                                               |      |
| Karl Bach                             |                         | Uhrig-Römer-Gruppe                                                              |                                                      |                                                                  | | (2. Weltkrieg nicht überlebt)                                              |      |
| Elisabeth Bachmann                    |                         |                                                                                 |                                                      |                                                                  | | Österreicherin                                                             |      |
| Ludwig Bader                          | [ 1 ]                   | Uhrig-Römer-Gruppe                                                              |                                                      |                                                                  | | Hartwimmer-Olschewski-Gruppe                                               |      |
| Johann Bauer                          | [ 1 ]                   | Uhrig-Römer-Gruppe                                                              |                                                      |                                                                  | | Hartwimmer-Olschewski-Gruppe                                               |      |
| Erwin Baumbach                        |                         | Uhrig-Römer-Gruppe, KPD                                                         |                                                      | starb bei der Verhaftung an Herzschlag                           | | Römer-Gruppe, (2. Weltkrieg nicht überlebt)                                |      |
| Reinhold Becker                       |                         | Uhrig-Römer-Gruppe                                                              | 1894 in Fürstenau                                    |                                                                  | Angestellter | Deutsche Reichsbank                                                        |      |
| Dr. Horst Behrendt                    |                         | Uhrig-Römer-Gruppe                                                              | 1920 in Bydgoszcz (Bromberg)                         | 2018                                                             | Feinoptiker, Diplomat der DDR, Jurist                                                                              | Firma A. Fueß                                                              |      |
| Kreszenz (Centa) Herker-Beimler       | [ 1 ]                   | Uhrig-Römer-Gruppe                                                              | 1909                                                 | 2000                                                             | | Hartwimmer-Olschewski-Gruppe, Ehefrau des Spanienkämpfers Hans Beimler     |      |
| Anna Beling                           |                         | Uhrig-Römer-Gruppe                                                              | 1872                                                 |                                                                  | | Wohngebietszelle Preuß                                                     |      |
| Helene Beling                         |                         | Uhrig-Römer-Gruppe                                                              | 1901                                                 |                                                                  | | Wohngebietszelle Preuß                                                     |      |
| Alfons Bichlmeier                     |                         | Uhrig-Römer-Gruppe                                                              |                                                      |                                                                  | | Hartwimmer-Olschewski-Gruppe, Reichsbahnausbesserungswerk München-Freimann |      |
| Ewald Biedrowski                      | [ 3 ]                   | Uhrig-Römer-Gruppe                                                              | 1906                                                 |                                                                  | Autoschlosser |                                                                            |      |
| Willi Bierhals                        |                         |                                                                                 |                                                      |                                                                  | | Färberei Dietzsch (Waidmannslust)                                          |      |
| Otto Binder                           | [ 1 ] [ 4 ]             | Uhrig-Römer-Gruppe                                                              | 1904 in München                                      | 1944 im Gefängnis München-Stadelheim                             | Arbeiter | Hartwimmer-Olschewski-Gruppe                                               |      |
| Jakob Blendl                          |                         | Uhrig-Römer-Gruppe                                                              |                                                      |                                                                  | | Hartwimmer-Olschewski-Gruppe, Isarwerk München                             |      |
| Albrecht „Alja“ Blomberg              | [ 5 ] [ 6 ] [ 7 ] [ 8 ] | Uhrig-Römer-Gruppe, Widerstandsgruppe Revolutionäre Arbeiter und Soldaten (RAS) | 1891                                                 | 1962                                                             | Schauspielerin (?) (laut Begleittext Gedenktafel) oder wahrscheinlicher Innenarchitekt (laut Buch Luise Kraushaar) | Wohngebietszelle Preuß                                                     |      |
| Cäcilie Bode (Cilly Bode)             | [ 5 ]                   | Uhrig-Römer-Gruppe                                                              | 1907 in Berlin                                       |                                                                  | Buchhalterin | (2. Weltkrieg überlebt)                                                    |      |
| Wilhelm Böse                          | [ 9 ]                   | Uhrig-Römer-Gruppe, KPD                                                         | 1883 in Nieder Kränig                                | 1944 im Zuchthaus Brandenburg-Görden                             | Elektriker, Feuerwehrmitarbeiter                                                                                   | Damenkleiderfabrik Alfred Fisch                                            |      |
| Erich Breitbach                       | [ 10 ]                  | Uhrig-Römer-Gruppe                                                              | 1905 oder 1909 in Berlin                             | 1980                                                             | Angestellter, Registrator                                                                                          | (2. Weltkrieg überlebt)                                                    |      |
| Willi Brink                           | [ 1 ]                   | Uhrig-Römer-Gruppe                                                              |                                                      |                                                                  | | Hartwimmer-Olschewski-Gruppe                                               |      |
| Albert Brust                          |                         |                                                                                 |                                                      | 1944 im Zuchthaus Brandenburg-Görden                             | Schlosser | Rheinmetall-Borsig AG                                                      |      |
| Walter Budeus                         | [ 11 ] [ 12 ]           | Uhrig-Römer-Gruppe, KPD                                                         | 1902 in Zossen                                       | 1944 im Zuchthaus Brandenburg-Görden                             | Maschinenschlosser                                                                                                 | Firma Deutsche Waffen- und Munitionswerke (Wittenau), Budeus-Gruppe        |      |
| Fritz Butte                           |                         | Uhrig-Römer-Gruppe                                                              |                                                      |                                                                  | Zimmermann |                                                                            |      |
| Martha Butte (geb. Riedel)            |                         | Uhrig-Römer-Gruppe                                                              | 1912                                                 | 2000                                                             | kaufmännische Angestellte                                                                                          |                                                                            |      |
| Otto Carus                            |                         | Uhrig-Römer-Gruppe                                                              | 1900                                                 |                                                                  | Hilfsarbeiter |                                                                            |      |
| Matthias Coenen                       | [ 13 ]                  | Uhrig-Römer-Gruppe                                                              | 1902                                                 |                                                                  | Hilfsmechaniker | (2. Weltkrieg überlebt)                                                    |      |
| Viktor Da Pont                        | [ 14 ]                  | Uhrig-Römer-Gruppe                                                              | 1896                                                 | 1944 im Gefängnis München-Stadelheim                             | Friseurmeister | Österreicher, Gruppe in Kitzbühel, parteilos                               |      |
| Henri David (Franzose)                |                         | Uhrig-Römer-Gruppe                                                              |                                                      |                                                                  | | Firma A. Fueß                                                              |      |
| Robert Deggenfelder                   | [ 1 ]                   | Uhrig-Römer-Gruppe                                                              |                                                      |                                                                  | | Hartwimmer-Olschewski-Gruppe                                               |      |
| Wilhelm Dehmelt „Willi“               |                         | Uhrig-Römer-Gruppe                                                              | 1903 in Teltow                                       | 1954                                                             | Werkzeugmacher |                                                                            |      |
| Max Drescher                          |                         | Uhrig-Römer-Gruppe                                                              | 1898                                                 | 1945 im Zuchthaus Coswig                                         | Dreher (Tischler/Schreiner)                                                                                        |                                                                            |      |
| Otto Dressler                         |                         |                                                                                 |                                                      | 1944 im Zuchthaus Brandenburg-Görden                             | Bauarbeiter | Rheinmetall-Borsig AG                                                      |      |
| Anton Dummer                          |                         | Uhrig-Römer-Gruppe                                                              |                                                      |                                                                  | Eisenbahnmitarbeiter                                                                                               | Österreicher                                                               |      |
| Benno Düwel                           |                         | Uhrig-Römer-Gruppe                                                              |                                                      |                                                                  | | (Firma Raboma?)                                                            |      |
| Franz Eggl                            | [ 1 ]                   | Uhrig-Römer-Gruppe                                                              |                                                      |                                                                  | | Hartwimmer-Olschewski-Gruppe                                               |      |
| Kurt Ehemann                          |                         | Uhrig-Römer-Gruppe, Gewerkschaftlicher Widerstand                               | 1900                                                 |                                                                  | | (2. Weltkrieg überlebt)                                                    |      |
| Alois Ehrenstrasser                   |                         | Uhrig-Römer-Gruppe                                                              |                                                      |                                                                  | Telegrafenleitungsaufseher                                                                                         | Österreicher, Gruppe in Kufstein                                           |      |
| Walter Eichberg                       | [ 15 ]                  | Uhrig-Römer-Gruppe                                                              | 10.7.1898                                            | 1944 im Zuchthaus Brandenburg-Görden                             | Elektromonteur | Firma Xaver Kirchhoff (Friedenau)                                          |      |
| Charlotte Eisenblätter                | [ 16 ]                  | Uhrig-Römer-Gruppe, KPD, SAJ                                                    | 1903 in Berlin                                       | 1944 in der Hinrichtungsstätte Berlin-Plötzensee                 | kfm. Angestellte, Stenotypistin                                                                                    |                                                                            |      |
| Erwin Federspiel                      |                         | Uhrig-Römer-Gruppe                                                              |                                                      |                                                                  | | Österreicher, Gruppe in Wörgl, (2. Weltkrieg nicht überlebt)               |      |
| Hans Feulner                          | [ 1 ]                   | Uhrig-Römer-Gruppe                                                              |                                                      |                                                                  | | Hartwimmer-Olschewski-Gruppe                                               |      |
| Gertrud Firl                          |                         |                                                                                 |                                                      |                                                                  | | (2. Weltkrieg überlebt)                                                    |      |
| Georg Fleischer                       |                         | Uhrig-Römer-Gruppe                                                              |                                                      |                                                                  | | Firma Siemens-Apparate- und Maschinenbau GmbH (Marienfelde)                |      |
| Kurt Fomferra                         |                         | Uhrig-Römer-Gruppe                                                              |                                                      |                                                                  | | Beton- und Monierbau AG                                                    |      |
| Karl Frank                            |                         | Uhrig-Römer-Gruppe                                                              | 1906 in Berlin                                       | 1944 im Zuchthaus Brandenburg-Görden                             | Schreiner/Tischler                                                                                                 |                                                                            |      |
| Michael Fürst                         |                         | Uhrig-Römer-Gruppe                                                              | 1882 oder 1884                                       |                                                                  | | Österreicher                                                               |      |
| Else Gebel                            |                         | Uhrig-Römer-Gruppe                                                              | 1905 in Augsburg                                     | 1964 in München                                                  | Sekretärin |                                                                            |      |
| Willy Gebel                           | [ 5 ]                   | Uhrig-Römer-Gruppe                                                              | 1903                                                 | 1944 im Zuchthaus Brandenburg-Görden                             | Versicherungsdirektor, Angestellter                                                                                |                                                                            |      |
| Paul Gesche                           | [ 5 ] [ 17 ]            | Uhrig-Römer-Gruppe                                                              | 1907 in Berlin                                       | 1944 im Zuchthaus Brandenburg-Görden                             | Bühnentischler |                                                                            |      |
| Willy Golke                           |                         | Uhrig-Römer-Gruppe                                                              | 1893                                                 | 1947                                                             | Maschinenschlosser, Mechaniker                                                                                     | Firma Auert                                                                |      |
| Franz Grandl                          | [ 1 ]                   | Uhrig-Römer-Gruppe                                                              |                                                      |                                                                  | | Hartwimmer-Olschewski-Gruppe                                               |      |
| Alois Graus                           | [ 18 ]                  | Uhrig-Römer-Gruppe                                                              | 1897 in Lans                                         | 1943 im KZ Mauthausen                                            | Postfacharbeiter                                                                                                   | Österreichischer Sozialdemokrat                                            |      |
| Martha Grieb                          |                         | Uhrig-Römer-Gruppe                                                              |                                                      |                                                                  | |                                                                            |      |
| Rudolf Grieb                          | [ 19 ]                  | Uhrig-Römer-Gruppe, KPD                                                         | 1904 in Stuttgart-Vaihingen                          | 1944 im Zuchthaus Brandenburg-Görden                             | Mechaniker | Deutschen Waffen- und Maschinenwerke (DWM)(in Borsigwalde)                 |      |
| Georg Gruber                          | [ 20 ]                  | Uhrig-Römer-Gruppe                                                              | 1915 in Kufstein                                     | 1944 im Gefängnis München-Stadelheim                             | Fahrdienstleiter                                                                                                   | Österreichischer Sozialdemokrat, Gruppe in Kufstein                        |      |
| Raimund Gstür                         | [ 1 ]                   | Uhrig-Römer-Gruppe                                                              | 1897                                                 | 1945 im Gefängnis Straubing                                      | Angestellter | Hartwimmer-Olschewski-Gruppe                                               |      |
| Otto Haase                            |                         |                                                                                 |                                                      | 1944 im Zuchthaus Brandenburg-Görden                             | Konditor | Rheinmetall-Borsig AG                                                      |      |
| Erwin Hanke                           |                         | Uhrig-Römer-Gruppe                                                              | 1903                                                 | 1975                                                             | Werkzeugschleifer                                                                                                  | Firma Ludwig Loewe                                                         |      |
| Hugo Härtig                           |                         |                                                                                 |                                                      | 1944 im Zuchthaus Brandenburg-Görden                             | |                                                                            |      |
| Hans Hartwimmer                       | [ 1 ]                   | Uhrig-Römer-Gruppe                                                              | 1902 in Braunschweig                                 | 1944 im Gefängnis München-Stadelheim                             | Kaufmann | Hartwimmer-Olschewski-Gruppe                                               |      |
| Konstantin Heinz                      |                         | Uhrig-Römer-Gruppe                                                              | 1905                                                 |                                                                  | Elektromonteur | (2. Weltkrieg nicht überlebt)                                              |      |
| Hans Herker                           | [ 1 ]                   | Uhrig-Römer-Gruppe                                                              | 1905 in München                                      | 1964 in München                                                  | | Hartwimmer-Olschewski-Gruppe                                               |      |
| Eberhard Hesse (Check!)               |                         | Uhrig-Römer-Gruppe (?), SPD, SAJ                                                | 1911 in Berlin (Rixdorf)                             | 1986 in Berlin                                                   | Politiker |                                                                            |      |
| Paul Hinze                            | [ 21 ]                  | Uhrig-Römer-Gruppe, KPD, Saefkow-Jacob-Gruppe                                   | 1906 in Letschin                                     | 1945 im Zuchthaus Brandenburg-Görden                             | Metzger/Fleischer                                                                                                  |                                                                            |      |
| Paul Hirsch                           |                         | Uhrig-Römer-Gruppe, NKFD, RGO, KPD                                              | 1907 in Berlin                                       | 1945 auf Transport nach Karaganda (Ural)                         | Werkzeugmacher | Askania-Werke (Mariendorf)                                                 |      |
| Michael Hommer                        | [ 1 ]                   | Uhrig-Römer-Gruppe                                                              | 1904                                                 | 1942 im KZ Dachau                                                | Angestellter | Hartwimmer-Olschewski-Gruppe                                               |      |
| Adalbert Horejs                       |                         | Uhrig-Römer-Gruppe                                                              | 1906                                                 | schwerkrank?                                                     | | Österreicher, Gruppe in Kufstein                                           |      |
| Erich Horlitz                         |                         | Uhrig-Römer-Gruppe                                                              | 16.10.1905                                           | 28.11.1969                                                       | Werkzeugmacher | BMAG, Werk Wildau                                                          |      |
| Viktoria Hösl                         | [ 1 ] [ 22 ]            | Uhrig-Römer-Gruppe, KPD                                                         | 1902 in München                                      | 1953 in München                                                  | Politikerin, Haushaltshilfe, Fabrikarbeiterin, Betriebsrätin                                                       | Hartwimmer-Olschewski-Gruppe                                               |      |
| Ewald Hosse                           |                         | Uhrig-Römer-Gruppe                                                              | 1901 in Berlin                                       |                                                                  | Kaufmann, Vertreter                                                                                                | Firma Ewald Hosse, (2. Weltkrieg überlebt)                                 |      |
| Karl Hübener                          |                         | Uhrig-Römer-Gruppe                                                              | 1891                                                 | 1945 im Zuchthaus Sonnenburg                                     | Arbeiter, Dreher                                                                                                   | Apparatebau Erich Poscharsky                                               |      |
| Erwin Hübenthal                       |                         | Uhrig-Römer-Gruppe                                                              | 1901                                                 | 1993                                                             | Hilfsschlosser | Firma Kärger AG                                                            |      |
| Karl Huber                            | [ 1 ]                   | Uhrig-Römer-Gruppe                                                              | 1901                                                 | 1944 in der Krankenabteilung des Gefängnisses München-Stadelheim | Kesselschmied | Hartwimmer-Olschewski-Gruppe                                               |      |
| Simon Hutzler                         | [ 1 ]                   | Uhrig-Römer-Gruppe                                                              | 1889                                                 | 1943 im Krankenhaus Rechts der Isar                              | Schlosser | Hartwimmer-Olschewski-Gruppe, Isarwerk München (Leiter)                    |      |
| Johann Janzen                         |                         | Uhrig-Römer-Gruppe                                                              | 1893                                                 | 1942 im Lager Großbeeren                                         | |                                                                            |      |
| Wilhelm Jelinek                       |                         | Uhrig-Römer-Gruppe                                                              | 1900                                                 |                                                                  | | Österreicher                                                               |      |
| Peter Juffinger                       |                         | Uhrig-Römer-Gruppe                                                              | 1890                                                 |                                                                  | | Österreicher                                                               |      |
| Edmund Kapielski                      |                         | Uhrig-Römer-Gruppe                                                              |                                                      |                                                                  | |                                                                            |      |
| Dr. Alfons Kauffeld                   |                         | Uhrig-Römer-Gruppe                                                              | 1906                                                 |                                                                  | | Telefunken (Zehlendorf)                                                    |      |
| Gustav Kensy                          |                         | Uhrig-Römer-Gruppe                                                              | 1897                                                 | 1945 im Landgerichtsgefängnis Landsberg a. d. Warthe             | Ingenieur | Werner-Werk                                                                |      |
| Engelbert Kimmberger (oder Kimberger) | [ 1 ] [ 23 ]            | Uhrig-Römer-Gruppe                                                              | 1906                                                 | 1944 im Gefängnis München-Stadelheim                             | Schneider | Hartwimmer-Olschewski-Gruppe                                               |      |
| Karl Klay                             |                         | Uhrig-Römer-Gruppe                                                              |                                                      |                                                                  | |                                                                            |      |
| Ernst Klein                           |                         | Uhrig-Römer-Gruppe                                                              |                                                      |                                                                  | Schweißer |                                                                            |      |
| Friedrich Klemstein                   |                         | Uhrig-Römer-Gruppe                                                              | 1893 in Altcarbe                                     | 1945 im Zuchthaus Brandenburg-Görden                             | Arbeiter, Schweißer                                                                                                | Firma Ludwig Loewe                                                         |      |
| Paul Klimmek                          |                         | Uhrig-Römer-Gruppe                                                              |                                                      |                                                                  | | Daimler-Benz AG (Marienfelde)                                              |      |
| Georg Klinner                         | [ 24 ]                  | Uhrig-Römer-Gruppe, KPD                                                         | 1892 in Berlin                                       | 1942 im KZ Sachsenhausen                                         | Bügler | Firma Fisch                                                                |      |
| Otto Klippenstein                     |                         | Uhrig-Römer-Gruppe                                                              | 1893 in Berlin                                       |                                                                  | Schichtführer | (2. Weltkrieg überlebt)                                                    |      |
| Max König                             |                         | Uhrig-Römer-Gruppe                                                              |                                                      |                                                                  | Maschinenschlosser                                                                                                 |                                                                            |      |
| Rudolf Kotulan                        |                         | Uhrig-Römer-Gruppe, KPD                                                         | 1906 in Berlin                                       | 1967                                                             | Kürschner, Schleifer                                                                                               | Zahnradfabrik Friedrichshafen, Werk Berlin-Wittenau                        |      |
| Sophie Klopsch                        | [ 25 ]                  | Uhrig-Römer-Gruppe                                                              |                                                      |                                                                  | |                                                                            |      |
| Willi Klopsch                         | [ 25 ]                  | Uhrig-Römer-Gruppe                                                              | 1903 in Schwiebus                                    | 1986                                                             | Dreher | Firma AEG Turbine                                                          |      |
| Ernst Knaack                          |                         | Uhrig-Römer-Gruppe                                                              | 1914 in Berlin                                       | 1944 im Zuchthaus Brandenburg-Görden                             | Hilfsarbeiter, Arbeiter                                                                                            |                                                                            |      |
| Walter Kohn                           |                         | Uhrig-Römer-Gruppe                                                              |                                                      |                                                                  | |                                                                            |      |
| Max König                             |                         | Uhrig-Römer-Gruppe                                                              |                                                      |                                                                  | |                                                                            |      |
| Otto Kracheel                         |                         | Uhrig-Römer-Gruppe (?), SAJ, KPD, Ammon-Pehlmann-Gruppe                         | 1901                                                 | 1958                                                             | Maschinenschlosser                                                                                                 |                                                                            |      |
| Georg Kriesel                         |                         | Uhrig-Römer-Gruppe                                                              |                                                      |                                                                  | Schlosser |                                                                            |      |
| Erich Kühne                           | [ 26 ]                  | Uhrig-Römer-Gruppe                                                              | 1891 in Berlin                                       | 1943 im KZ Sachsenhausen                                         | Angestellter |                                                                            |      |
| Erich Kunze                           |                         | Uhrig-Römer-Gruppe                                                              |                                                      |                                                                  | | Wohngebietszelle Preuß                                                     |      |
| Erich Kurz                            | [ 17 ] [ 27 ]           | Uhrig-Römer-Gruppe, KPD                                                         | 1895 in Berlin                                       | 1944 im Zuchthaus Brandenburg-Görden                             | Angestellter | Firma AEG Zentrale                                                         |      |
| Karl Lade                             | [ 17 ]                  | Uhrig-Römer-Gruppe, Saefkow-Jacob-Gruppe, SAJ, KJVD                             | 1909 in Berlin                                       | 1945 im Zuchthaus Brandenburg-Görden                             | Kartonagenzuschneider, Hilfsmechaniker, Konstrukteur                                                               | Askania-Werke (Mariendorf)                                                 |      |
| Kurt Lehmann                          |                         | Uhrig-Römer-Gruppe                                                              | 1906 in Wuppertal (Barmen)                           | 1944 im Zuchthaus Brandenburg-Görden                             | Isolierer | Firma Ewald Hosse                                                          |      |
| Otto Lemm                             |                         | Uhrig-Römer-Gruppe, Kampfbund um Erich Prenzlau (?)                             | 1896                                                 | 1944 im Zuchthaus Brandenburg-Görden                             | Elektromonteur | Schwarzkopf-Werke                                                          |      |
| Ella Lentzsch                         |                         |                                                                                 |                                                      |                                                                  | | (2. Weltkrieg überlebt)                                                    |      |
| Erich Lodemann                        | [ 28 ]                  | Uhrig-Römer-Gruppe                                                              | 1909 in Berlin                                       | 1944 im Zuchthaus Brandenburg-Görden                             | kfm. Angestellter                                                                                                  |                                                                            |      |
| Fritz Lüben                           |                         | Uhrig-Römer-Gruppe                                                              |                                                      | 1944 im Zuchthaus Brandenburg-Görden                             | Bauarbeiter | Rheinmetall-Borsig AG                                                      |      |
| Stefan Marschall                      | [ 1 ]                   | Uhrig-Römer-Gruppe                                                              |                                                      |                                                                  | | Hartwimmer-Olschewski-Gruppe                                               |      |
| Helmuth Masche                        |                         | Uhrig-Römer-Gruppe                                                              | 1894 in Berlin                                       | 1944 im Zuchthaus Brandenburg-Görden                             | Tischlergeselle |                                                                            |      |
| Norbert Mayr                          |                         | Uhrig-Römer-Gruppe                                                              | 1903                                                 |                                                                  | | Österreicher                                                               |      |
| Alfred Mehlhammer                     |                         | Uhrig-Römer-Gruppe                                                              | 1889 oder 1888                                       | 1943 in einem Lager bei Potsdam                                  | Ingenieur |                                                                            |      |
| Roman Merkel                          | [ 1 ]                   | Uhrig-Römer-Gruppe                                                              |                                                      |                                                                  | | Hartwimmer-Olschewski-Gruppe                                               |      |
| Franz Mett                            | [ 17 ]                  | Uhrig-Römer-Gruppe                                                              | 1904 in Nickelnischken, Kreis Stallupönen            | 1944 im Zuchthaus Brandenburg-Görden                             | Metallarbeiter, Bergmann, Automatenhelfer                                                                          |                                                                            |      |
| Reinhold Meves                        | LK                      | Uhrig-Römer-Gruppe                                                              | 1901                                                 | 1943 im Zuchthaus Brandenburg-Görden                             | Bergmann |                                                                            |      |
| Hans Meyer-Hanno                      | [ 5 ] [ 29 ]            | Uhrig-Römer-Gruppe, KPD                                                         | 1906 in Hannover                                     | 1945 in Bautzen, bei der Flucht erschossen                       | Schauspieler |                                                                            |      |
| Irene Meyer-Hanno                     | [ 5 ]                   | Uhrig-Römer-Gruppe (?)                                                          | 1899 in Bielitz                                      | 1983 in Schwabenheim an der Selz                                 | Schauspielerin |                                                                            |      |
| Hermann Michaelis                     |                         |                                                                                 |                                                      |                                                                  | |                                                                            |      |
| Heinz Müller                          |                         | Uhrig-Römer-Gruppe                                                              | 1911                                                 | 1943 im KZ Auschwitz                                             | Arbeiter |                                                                            |      |
| Kurt Nelke                            |                         | Uhrig-Römer-Gruppe                                                              | 1903                                                 | 1945 Zuchthaus Sonnenburgim                                      | Technischer Kaufmann                                                                                               |                                                                            |      |
| Heinz Neth                            |                         | Uhrig-Römer-Gruppe                                                              |                                                      |                                                                  | Bootsbauer | (2. Weltkrieg überlebt)                                                    |      |
| Erich Neumann                         |                         | Uhrig-Römer-Gruppe                                                              | 1908                                                 | 1942 im KZ Groß-Rosen                                            | |                                                                            |      |
| Eugen Neutert                         | [ 30 ] [ 31 ]           | Uhrig-Römer-Gruppe, Hauswald-Neutert-Gruppe                                     | 1905 in Berlin                                       | 1943 in der Hinrichtungsstätte Berlin-Plötzensee                 | Elektriker, Masseur                                                                                                | Eternit Deutsche Asbestzement AG                                           |      |
| Adele Obermayr (geborene Husch)       |                         | Uhrig-Römer-Gruppe, SPÖ                                                         | 1894 in Schärding                                    | 1972 in Innsbruck                                                | Politikerin, Laborantin, Apothekerin                                                                               | Österreicherin                                                             |      |
| Andreas Obernauer                     | [ 32 ]                  | Uhrig-Römer-Gruppe                                                              | 1901 in Kitzbühel                                    | 1944 im Gefängnis München-Stadelheim                             | Eisenbahnschaffner                                                                                                 | Österreichischer Sozialdemokrat                                            |      |
| Wilhelm Olschewski (Junior)           | [ 1 ] [ 33 ]            | Uhrig-Römer-Gruppe                                                              | 1902 in Berlin                                       | 1944 im Gefängnis München-Stadelheim                             | Schlosser | Hartwimmer-Olschewski-Gruppe                                               |      |
| Wilhelm Olschewski (Senior)           | [ 1 ] [ 34 ] [ 35 ]     | Uhrig-Römer-Gruppe                                                              | 1871 in Lyck                                         | 1943 in der Krankenabteilung des Gefängnisses München-Stadelheim | Rentner | Hartwimmer-Olschewski-Gruppe                                               |      |
| Karl Pahl                             |                         | Uhrig-Römer-Gruppe                                                              |                                                      |                                                                  | | Firma Astoria                                                              |      |
| Josef Pair                            | [ 36 ]                  | Uhrig-Römer-Gruppe                                                              | 1875 in Häring                                       | 1942 im Gefängniskrankenhaus Innsbruck                           | (ehemaliger Bürgermeister von Kitzbühel, dann Rentner)                                                             | Österreicher (Sozialdemokrat)                                              |      |
| Bernhard Pampuch                      |                         | Uhrig-Römer-Gruppe                                                              |                                                      |                                                                  | | Loewe-Opta (Steglitz)                                                      |      |
| Josef Pazderski                       |                         | Uhrig-Römer-Gruppe                                                              | 1902 in Eschweiler                                   |                                                                  | Schlosser | (2. Weltkrieg überlebt)                                                    |      |
| Arthur Pieper                         |                         | Uhrig-Römer-Gruppe                                                              | 1909                                                 | 1945                                                             | Maschinenschlosser                                                                                                 | (2. Weltkrieg um ca. 1 Monat überlebt)                                     |      |
| Johann Pierschke                      |                         | Uhrig-Römer-Gruppe                                                              | 1899                                                 | 1944 im Zuchthaus Brandenburg-Görden                             | Maschinenschlosser                                                                                                 | Apparatebau Erich Poscharsky                                               |      |
| Fritz Plön                            |                         | Uhrig-Römer-Gruppe                                                              | 1906 in Berlin                                       | 1944 im Zuchthaus Brandenburg-Görden                             | Schweißer, Bootsbauer                                                                                              | AEG Kabelwerk Oberspree                                                    |      |
| Max Pohle                             |                         | Uhrig-Römer-Gruppe                                                              | 1887                                                 | 1942 im KZ Sachsenhausen                                         | Arbeiter | Firma Fisch                                                                |      |
| Brunhilde Prelle (geb. Zoschke)       | [ 37 ]                  | Uhrig-Römer-Gruppe                                                              | 1911                                                 | 1984                                                             | Kontoristin |                                                                            |      |
| Heinrich Preuß                        | [ 38 ]                  | Uhrig-Römer-Gruppe                                                              | 1886 in Mauenfelde (später russisch Ключи/Kljutschi) | 1944 im Zuchthaus Brandenburg-Görden                             | Bäcker | Wohngebietszelle Preuß                                                     |      |
| Otto Puchert                          |                         | Uhrig-Römer-Gruppe                                                              | 1889                                                 | 1945 im Zuchthaus Coswig                                         | Arbeiter |                                                                            |      |
| Hans Raab                             | [ 1 ]                   | Uhrig-Römer-Gruppe                                                              |                                                      |                                                                  | | Hartwimmer-Olschewski-Gruppe                                               |      |
| Georg Rahm                            | [ 1 ]                   | Uhrig-Römer-Gruppe                                                              |                                                      |                                                                  | | Hartwimmer-Olschewski-Gruppe, Isarwerk München                             |      |
| Gerhard Rast                          | [ 39 ]                  | Uhrig-Römer-Gruppe                                                              | 1914                                                 | 1988                                                             | | Wohngebietszelle Preuß                                                     |      |
| Gertrud Rast                          |                         | Uhrig-Römer-Gruppe                                                              |                                                      |                                                                  | | Wohngebietszelle Preuß                                                     |      |
| Anton Rausch                          | [ 40 ]                  | Uhrig-Römer-Gruppe                                                              | 1913 in Kirchbichl                                   | 1944 im Gefängnis München-Stadelheim                             | Angestellter, Verkaufsleiter in Kitzbühel                                                                          | Österreichischer Sozialdemokrat, Gruppe in Kitzbühel                       |      |
| Eugen Reichhardt                      | [ 39 ]                  | Uhrig-Römer-Gruppe                                                              | 1896                                                 | 1951                                                             | | Steffens & Nölle AG (Tempelhof)                                            |      |
| Anna Reinicke (geb. Föcke)            | [ 41 ] [ 42 ]           | Uhrig-Römer-Gruppe                                                              | 1903 in Berlin                                       | 1945 im KZ Ravensbrück                                           | Angestellte |                                                                            |      |
| Richard Reinicke                      |                         | Uhrig-Römer-Gruppe                                                              |                                                      |                                                                  | | Firma AEG Turbine                                                          |      |
| Johann Reisinger                      | [ 1 ]                   | Uhrig-Römer-Gruppe                                                              | 1897                                                 | 1944 im Gefängnis München-Stadelheim                             | Maschinenschlosser                                                                                                 | Hartwimmer-Olschewski-Gruppe                                               |      |
| Erwin Reisler                         |                         | Uhrig-Römer-Gruppe, Saefkow-Jacob-Gruppe                                        | 1911                                                 | 1996                                                             | Schweißer | Firma Argus                                                                |      |
| Fritz Riedel                          | [ 5 ] [ 28 ]            | Uhrig-Römer-Gruppe                                                              | 1908 in Berlin                                       | 1944 im Zuchthaus Brandenburg-Görden                             | Technischer Angestellter, Metallgießer                                                                             | Römer-Gruppe                                                               |      |
| Rudolf Richter                        |                         | Uhrig-Römer-Gruppe                                                              |                                                      |                                                                  | | Wohngebietszelle Preuß                                                     |      |
| Georg Rieder                          |                         | Uhrig-Römer-Gruppe                                                              | 1907                                                 |                                                                  | | Österreicher                                                               |      |
| Kurt Riemer                           |                         | Uhrig-Römer-Gruppe, KPD, RGO, DMV                                               | 1909 in Berlin                                       | 2004                                                             | Werkzeugmacher, Politiker                                                                                          | Firma AEG Turbine, Firma Kiese, Firma Dr. Thiedig & Co                     |      |
| Wilhelm Rietze                        |                         | Uhrig-Römer-Gruppe                                                              | 1903 in Berlin                                       | 1944 im Zuchthaus Brandenburg-Görden                             | Arbeiter, Gürtler                                                                                                  | Instrukteur bei Osram                                                      |      |
| Kurt Ritter                           |                         | Uhrig-Römer-Gruppe                                                              | 1909 in Ostramondra                                  | 1944 im Zuchthaus Brandenburg-Görden                             | Weber, Schumacher, Mitarbeiter in der Rüstungsindustrie, Maschinenarbeiter                                         | Instrukteur bei den Askania-Werken (Mariendorf), Knorr-Bremsenwerk         |      |
| Dr. Josef Römer (Beppo)               |                         | KPD, Uhrig-Römer-Gruppe                                                         | 1892 in München                                      | 1944 im Zuchthaus Brandenburg-Görden                             | Jurist, Offizier                                                                                                   | Römer-Gruppe                                                               |      |
| Willy Rumpf                           |                         | KPD, Uhrig-Römer-Gruppe                                                         | 1903 in Berlin                                       | 1982 in Berlin                                                   | Versicherungsangestellter, Buchhalter, Kassierer, Korrespondent im Außenhandel, Finanzminister der DDR             |                                                                            |      |
| Willy Sachse                          | [ 43 ] [ 44 ]           | KPD, Uhrig-Römer-Gruppe                                                         | 1896 in Leipzig                                      | 1944 im Zuchthaus Brandenburg-Görden                             | Techniker, Schriftsteller                                                                                          | Sachse-Gruppe, Römer-Gruppe                                                |      |
| Elisabeth Salvenmoser                 |                         | Uhrig-Römer-Gruppe                                                              | 1903                                                 |                                                                  | | Österreicherin                                                             |      |
| Thomas Salvenmoser                    | [ 45 ]                  | Uhrig-Römer-Gruppe                                                              | 1895 in Scheffau                                     | 1944 im Gefängniskrankenhaus Innsbruck                           | Eisenbahner | KPÖ                                                                        |      |
| Reinhold Sasse                        |                         | Uhrig-Römer-Gruppe                                                              |                                                      |                                                                  | | Firma Getafo (Tempelhof)                                                   |      |
| Anton Schinharl                       | [ 1 ]                   | Uhrig-Römer-Gruppe                                                              |                                                      |                                                                  | | Hartwimmer-Olschewski-Gruppe                                               |      |
| Otto Schmirgal                        | [ 28 ] [ 17 ]           | Uhrig-Römer-Gruppe, KPD, RGO                                                    | 1900 in Bentschen                                    | 1944 im Zuchthaus Brandenburg-Görden                             | Schmied, Politiker, Rundschleifer                                                                                  | BVG, Zahnradfabrik Friedrichshafen(Wittenau)                               |      |
| Erna Schmidt                          |                         | Uhrig-Römer-Gruppe                                                              |                                                      |                                                                  | |                                                                            |      |
| Martha Schultze                       |                         | Uhrig-Römer-Gruppe                                                              |                                                      |                                                                  | |                                                                            |      |
| Werner Seelenbinder                   | [ 28 ] [ 17 ]           | Uhrig-Römer-Gruppe                                                              | 1904 in Stettin                                      | 1944 im Zuchthaus Brandenburg-Görden                             | Arbeiter, Transportarbeiter                                                                                        | Firma AEG Apparatefabrik                                                   |      |
| Paul Seher                            |                         | Uhrig-Römer-Gruppe                                                              | 1901 in Berlin                                       | 1945 in Belzig,4 Tage nach Kriegsende an Ruhr gestorben          | Schlosser |                                                                            |      |
| Kurt Seibt                            |                         |                                                                                 |                                                      |                                                                  | |                                                                            |      |
| Hugo Seidel                           |                         | Uhrig-Römer-Gruppe, Saefkow-Jacob-Gruppe                                        | 1893 in Gränzendorf bei Reichenberg (?)              |                                                                  | Kellner | (2. Weltkrieg überlebt)                                                    |      |
| Clemens Seifert                       |                         | Uhrig-Römer-Gruppe                                                              |                                                      |                                                                  | | Askania-Werke (Mariendorf), (2. Weltkrieg überlebt)                        |      |
| Hilde Seigewasser                     |                         | Uhrig-Römer-Gruppe                                                              | 1906                                                 | 1945 im Gefängnis Cottbus                                        | Sekretärin |                                                                            |      |
| Wilhelm Selke                         | [ 46 ]                  | Uhrig-Römer-Gruppe, Saefkow-Jacob-Gruppe                                        | 1893 in Kröpelin                                     | 1945 im Zuchthaus Brandenburg-Görden                             | Buchbinder, Buchdrucker                                                                                            | Deutscher Verlag (Tempelhof)                                               |      |
| Fritz Siedentopf                      | [ 47 ] [ 48 ]           | Uhrig-Römer-Gruppe                                                              | 1908 in Güsten                                       | 1944 im Zuchthaus Brandenburg-Görden                             | Schlosser | Firma Erwin Auert, Firma Lorenz (?)                                        |      |
| Walter Siemund                        | [ 49 ] [ 50 ] [ 28 ]    | Uhrig-Römer-Gruppe, KPD                                                         | 1896 in Bernau                                       | 1944 im Zuchthaus Brandenburg-Görden                             | Schlosser, Industriemeister                                                                                        | Firma AEG Turbine                                                          |      |
| Alfred Simon                          |                         | Uhrig-Römer-Gruppe                                                              | 1902                                                 | 1972                                                             | Metallarbeiter |                                                                            |      |
| Arthur Sodtke                         |                         | Uhrig-Römer-Gruppe                                                              | 1901 in Inowrazlaw                                   | 1944 im Zuchthaus Brandenburg-Görden                             | Schraubendreher | Firma Dürener Metallwerke                                                  |      |
| Karl Stadelmann                       | [ 1 ]                   | Uhrig-Römer-Gruppe                                                              |                                                      |                                                                  | | Hartwimmer-Olschewski-Gruppe                                               |      |
| Ludwig Stark                          | [ 1 ]                   | Uhrig-Römer-Gruppe                                                              |                                                      |                                                                  | | Hartwimmer-Olschewski-Gruppe                                               |      |
| Fritz Starke                          |                         | Uhrig-Römer-Gruppe                                                              | 1892                                                 |                                                                  | | Firma A. Fueß                                                              |      |
| Franz Stocker                         |                         | Uhrig-Römer-Gruppe                                                              | 1904                                                 |                                                                  | | Österreicher                                                               |      |
| Gustav Straub                         | [ 1 ]                   | Uhrig-Römer-Gruppe                                                              | 1899                                                 | 1944 im Gefängnis München-Stadelheim                             | Feldwebel | Hartwimmer-Olschewski-Gruppe                                               |      |
| Rudolf Strauch                        | [ 51 ]                  | Uhrig-Römer-Gruppe (?), Gruppe Mannhart, KPD, USPD                              | 1885 in Berlin                                       | 1945 im Zuchthaus-Außenlager Krümme bei Wesendorf                | Dreher, Kellner, Maschinenarbeiter                                                                                 |                                                                            |      |
| Walter Strohmann                      | [ 52 ]                  | Uhrig-Römer-Gruppe                                                              | 1891 in Wuppertal (Barmen)                           | 1944 im Zuchthaus Brandenburg-Görden                             | Metallarbeiter |                                                                            |      |
| Adele Stürzl                          |                         | Uhrig-Römer-Gruppe                                                              | 1892 in Wien                                         | 1944 im Gefängnis München-Stadelheim                             | Hausfrau, Magd | KPÖ                                                                        |      |
| Paul Timm                             |                         | Uhrig-Römer-Gruppe                                                              |                                                      |                                                                  | | Siemens-Schaltwerke                                                        |      |
| Franz Toman                           |                         | Uhrig-Römer-Gruppe                                                              | 1889                                                 | 1945 im Gefängniskrankenhaus Graz                                | Magazinaufseher | KPÖ (Wörgl)                                                                |      |
| Leo Tomschik (auch Leopold Tomschik)  | [ 53 ]                  | Uhrig-Römer-Gruppe, SPD                                                         | 1903 in Zlabings                                     | 1944 im Zuchthaus Brandenburg-Görden                             | Ingenieur | Firma BMW Flugmotorenwerke                                                 |      |
| Hermann Tops                          |                         | Uhrig-Römer-Gruppe                                                              | 1897 in Berlin                                       | 1944 im Zuchthaus Brandenburg-Görden                             | Werkzeugdreher | Firma Lindner                                                              |      |
| Richard Traut                         |                         | Uhrig-Römer-Gruppe                                                              | 1887                                                 | 1945 im Zuchthaus Sonnenburg                                     | Bürobote |                                                                            |      |
| Edouard Tremblay                      |                         |                                                                                 |                                                      | 1944                                                             | |                                                                            |      |
| Otto Trögl                            |                         | Uhrig-Römer-Gruppe                                                              |                                                      |                                                                  | | Hartwimmer-Olschewski-Gruppe, Firma Deckel                                 |      |
| Elfriede Tygör                        | [ 54 ] [ 17 ]           | Uhrig-Römer-Gruppe                                                              | 1903 in Berlin                                       | 1944 in der Hinrichtungsstätte Berlin-Plötzensee                 | Stenotypistin |                                                                            |      |
| Carl Uelze                            |                         | Uhrig-Römer-Gruppe, KPD, Fichte Sport                                           | 1901 in Hannover                                     | 1985 in Berlin                                                   | Kaufmann, Funktionär                                                                                               | Firma Nordland (Schöneberg)                                                |      |
| Charlotte Uhrig (geb. Kirst)          | [ 55 ]                  | Uhrig-Römer-Gruppe, SAJ, SPD, Europäische Union                                 | 1907 in Berlin                                       | 1992 in Berlin                                                   | | Uhrig-Gruppe                                                               |      |
| Robert Uhrig (Robby)                  | [ 17 ]                  | KPD, Uhrig-Römer-Gruppe                                                         | 1903 in Leipzig                                      | 1944 im Zuchthaus Brandenburg-Görden                             | Werkzeugmacher, Dreher, Ingenieur                                                                                  | Uhrig-Gruppe, Osram (Moabit)                                               |      |
| Hans „Johann“ Vogl                    | [ 56 ]                  | Uhrig-Römer-Gruppe                                                              | 1895 in Eben am Achensee                             | 1944 im Gefängnis München-Stadelheim                             | Hauptschuldirektor                                                                                                 | Österreichischer Sozialdemokrat (Zell am Ziller)                           |      |
| Julius Wald                           |                         | Uhrig-Römer-Gruppe                                                              |                                                      |                                                                  | | Schultheiss-Brauerei AG                                                    |      |
| Paul Wengels                          |                         | Uhrig-Römer-Gruppe                                                              | 1907 in Berlin                                       | 1977                                                             | Prüffeld-Techniker, Schulleiter (?)                                                                                | C. Lorenz AG (Tempelhof)                                                   |      |
| Josef Werndl                          | [ 57 ]                  | Uhrig-Römer-Gruppe                                                              | 1898 in Palting                                      | 1942 im Strafgefängnis Innsbruck, Freitod                        | Malermeister | KPÖ                                                                        |      |
| Erich Wichmann                        |                         | Uhrig-Römer-Gruppe, Arbeitersport                                               | 1910 Neudamm                                         | 2002                                                             | Graveur | Römer-Gruppe, Firma Dürener Metallwerke                                    |      |
| Gustav Widrina                        | [ 47 ]                  | Uhrig-Römer-Gruppe                                                              | 1890 in Wolfenbüttel                                 | 1942 im KZ Sachsenhausen                                         | Schweißer | Firma Erwin Auert                                                          |      |
| Heinz Willhagen                       |                         | Uhrig-Römer-Gruppe                                                              | 1922                                                 | 2001                                                             | Arbeiter |                                                                            |      |
| Paul Wolff                            |                         | Uhrig-Römer-Gruppe                                                              | 1898 in Wangerin                                     | 1974                                                             | Schlosser, Metallarbeiter, Mechaniker, Werkmeister                                                                 | Firma Kärger AG, Römer-Gruppe                                              |      |
| Franz Wurzenrainer                    | [ 58 ]                  | Uhrig-Römer-Gruppe                                                              | 1892 in Häring                                       | 1944 im Zuchthaus Straubing                                      | | Österreichischer Antifaschist                                              |      |
| Ignaz Zloczower                       |                         | Uhrig-Römer-Gruppe                                                              |                                                      | 1942 KZ Auschwitz                                                | Friseur | Österreichischer Antifaschist                                              |      |
| Paul Zobel                            |                         | Uhrig-Römer-Gruppe, Saefkow-Jacob-Gruppe, KPD                                   | 1891 in Berlin                                       | 1945 im KZ Dachau                                                | Redakteur |                                                                            |      |
| Herbert Zobel                         | [ 59 ]                  | Uhrig-Römer-Gruppe                                                              | 1911 in Berlin                                       | 1942 im Gestapolager Wuhlheide                                   | Verwaltungsmitarbeiter, Eisenbahner                                                                                |                                                                            |      |
| Philipp Zöllner                       |                         | Uhrig-Römer-Gruppe                                                              | 1903                                                 | 1942 im KZ Sachsenhausen                                         | Holzbildhauer |                                                                            |      |
| Hans Zoschke (auch Johannes Zoschke)  | [ 28 ]                  | Uhrig-Römer-Gruppe                                                              | 1910 in Landsberg a.d. Warthe                        | 1944 im Zuchthaus Brandenburg-Görden                             | Maschinenarbeiter                                                                                                  |                                                                            |      |